# Педро Кен
Педро Кен Морімото Морейра або просто Педро Кен (порт.-браз. Pedro Ken Morimoto Moreira / Pedro Ken / яп. ペドロ・ケン・モリモト・モレイラ; нар. 20 березня 1987, Куритиба, Бразилія) — бразильський футболіст японського походження, півзахисник.

## Клубна кар'єра

### «Корітіба»
Професіональну футбольну кар'єру розпочав 2006 року в «Корітібі». У 2007 році став одним з гравців команди, які допомогли виграти Серію B. При цьому Педро Кена, Кейррісона та Енріке називали «Тріо де Ору» («Золоте тріо») через їх важливу роль у чемпіонаті, молодий вік і хороші перспективи. У 2008 році впевнено виступав у Лізі Паранаенсе, але отримав травму й не зміг взяти участь у Серії А 2008.
У 2009 році повернувся на поле, грав яку у Лізі Паранаенсе, так і в національному чемпіонаті.

### «Крузейро»
У листопаді 2009 року перейшов до «Крузейро» за суму близько 3,75 мільйонів реалів, з яким підписав п’ятирічний контракт.

### «Аваї»
У травні 2011 року «Крузейро» віддав Педро в оренду до кінця сезону в «Аваї». Дебютував у складі команди з Санта-Катаріни 11 червня в нічийному поєдинку чемпіонату Бразилії проти «Амеріки Мінейро» на Рессакаді. Першим голом за Аваї відзначився 25 вересня в програному (1:2) поєдинку проти «Греміо» на Рессакаді. Після 26 зіграних матчів та відзначився 2-ма голами, Кен разом з «Аваї» вилетів з чемпіонату Бразилії, а на наступний день по завершенні останнього туру чемпіонату вільним агентом залишив клуб.

### «Віторія»
25 січня 2012 року Педро Кен знову відданий в оренду, цього разу до «Віторії», а вже наступного дня офіційно представлений клубом. Запрошувався без особливих очікувань, але швидко зайняв позицію основного півзахистника команди, де ставши одним із провідних футболістів вдалої кампанії в Серії В та кубку Бразилії, а також порадував вболівальників. «Віторія» розпочала чемпіонат вдало, здобула десять перемог та одну нічию в перших 13 поєдинках, провела безпрограшну серію в домашніх матчах, на Баррадау, протягом перших семи місяців року, і захопила лідерство в чемпіонаті у 18-му турі. Педро Кен також зарекомендував себе як виконавець штрафних ударів, зокрема відзначився прекрасним голом у переможному (3:2) поєдинку проти «Боа» (7-й гол за команду).

### «Васко да Гама»
Наприкінці грудня 2012 року було домовлено про обмін між «Крузейро», власником прав на Педро Кена, та «Васко да Гама». Натомість «Крузейро» отримав права на Нілтона. У своєму дебютному поєдинку за нову команди проти «Боавішти» Педро віддав дві гольові передачі: одну на Карлоса Альберто, а іншу на — Едера Луїша, перший і другий голи в матчі, який закінчився перемогою «Васко да Гами» з рахунком 3:0. Першим голом за нову команду відзначився у програному (2:4) поєдинку проти Фламенго, після гри гравець сказав, що обміняв би свій гол на перемогу. У 2014 році, після відходу Марлоне в «Крузейро», його контракт з «Васко» продовжили ще на один рік.

### Повернення до «Корітіби»
8 січня 2015 року був відданий в оренду «Корітібі» до завершення сезону 2015 року, його другий період у «Коксі». У «Корітібі» грав нерегулярно, де провів лише 14 матчів та відзначився 1-м голом, клуб погодився віддати Педро до кінця року у «Віторію», яка знову цікавилася гравцем.

### Повернення у «Віторію»
У 2015 році Педро Кен повернувся до «Віторії», в оренду для виступів у Серії В.

### «Терек» (Грозний)
У січні 2016 році, після закінчення контракту з «Корітібою», відправився на перегляд у «Терек» (Грозний) 3 лютого 2016 року Педро Кен підписав 2,5-річний контракт з вище вказаним клубом, його першим клубом за межами Бразилії. У березні 2017 року залишив грозненський клуб

### «Сеара»
У 2017 році, не маючи стабільної практики в російському футболі, Педро Кен повернувся в бразильський футбол, виступав за «Сеару».
Педро Кен виграв свій п'ятий вихід до Серії А у футболці «Сеари» після нічиєї з «Крісіумою» (1:1) на стадіоні Еріберто Гюльсе.
Спійманий на допінгу Педро Кен отримав дискваліфікацію на 6 місяців, спортсмен вживав анастрозол.

### Завершення кар'єри
У січні 2020 року «Жувентуде» оголосив про підписання Педро Кена. Після виступів за «Жувентуде» в чемпіонаті штату відданий в оренду супернику з чемпіонату «Операріо Ферровіаріо» для виступів у Серії B 2020 року. На початку лютого 2021 року продовжив угоду з клубом. З кінця 2021 року перебував без клубом.

## Кар'єра в збірній
Педро зіграв один матч за олімпійську збірну країни у товариському матчі проти збірної гравців бразильського чемпіонату. У вище вказаному матчі результативними діями не відзначився.

## Досягнення
«Корітіба»
- Серія B Бразилії
  -  Чемпіон (1): 2007

- Ліга Паранаенсе
  -  Чемпіон (1): 2008

«Крузейро»
- Ліга Мінейро
  -  Чемпіон (1): 2011

«Сеара»
- Ліга Сеаренсе
  -  Чемпіон (2): 2017, 2018